# Sorghum miliaceum
Sorghum miliaceum är en gräsart som först beskrevs av William Roxburgh, och fick sitt nu gällande namn av Joseph Davenport Snowden. Sorghum miliaceum ingår i släktet durror, och familjen gräs. Inga underarter finns listade i Catalogue of Life.